# Hans Philipp (Jagdflieger)
Hans Philipp (* 17. März 1917 in Meißen, Sachsen; † 8. Oktober 1943 bei Neuenhaus) war ein deutscher Luftwaffenoffizier (zuletzt Oberstleutnant) und Jagdflieger im Zweiten Weltkrieg.

## Leben
Hans Philipp kam als außereheliches Kind in einfachen Verhältnissen zur Welt. Er ging in Meißen zur Schule, in die spätere Pestalozzi-Schule. Philipp machte 1935 sein Abitur am Franziskaneum. Er trat im April 1936 als Offiziersanwärter in die Luftwaffe der deutschen Wehrmacht ein. Am 1. Januar 1938 wurde Philipp zum Leutnant befördert. Dazu wurde er zur I. Gruppe des Jagdgeschwaders 76 als Jagdflieger versetzt. Seinen ersten Luftsieg erzielte er am 5. September 1939 beim deutschen Überfall auf Polen. Während des Westfeldzugs errang er über Frankreich fünf weitere Siege. Im August 1940 wurde er zum Oberleutnant befördert und Kapitän der 4. Staffel. Zu Beginn des Jahres 1941 flog Philipp über dem Balkan und ab Juni 1941 beim deutschen Angriff auf die Sowjetunion. Ende 1941 wurde er zum Hauptmann befördert und im Februar 1942 zum Kommandeur der I. Gruppe des Jagdgeschwader 54 ernannt. Am 31. März 1942 erzielte er seinen 100. Luftsieg, am 14. Januar 1943 den 150. und am 17. März 1943 den 200. Am 1. April 1943 wurde er Kommodore des Jagdgeschwaders 1 und erhielt seine Beförderung zum Major. Am 1. Oktober 1943 wurde er zum Oberstleutnant befördert.
Am 8. Oktober 1943 wurde er bei der Abwehr eines Bomberangriffs gegen Bremen abgeschossen. Philipp konnte aus seiner Maschine aussteigen, aber sein Fallschirm öffnete sich nicht. Insgesamt gehen 206 Luftsiege auf sein Konto.

## Rezeption
Die rechtsextreme National-Zeitung porträtierte Philipp im Februar 2002 in ihrer Serie „Große deutsche Soldaten – unsterbliche Helden“. Philipp sei einer der „bedeutendsten deutschen Jagdflieger“ gewesen, der „sagenhafte Abschusserfolge“ erzielt habe; insbesondere an der Ostfront habe er „fantastische Abschusszahlen vorweisen“ können. In der Serie wurden ausschließlich dem NS-Regime treu ergebene Soldaten gewürdigt, zum Teil unter Verwendung von sprachlichen Formeln der Wehrmachts- und NS-Propaganda. Der Politikwissenschaftler Fabian Virchow ordnet die Serie in „die Vorstellung der extremen Rechten von den auf die Tat orientierten, den Lauf des Geschehens/der Geschichte im Interesse des ‚nationalen‘ oder ‚völkischen‘ Kollektivs gestaltenden Männern“ ein. Die Charakterisierungen verwiesen „zugleich auf eine Konzeptualisierung von Männlichkeit, deren Profil – sehr vereinseitigt – durch Eigenschaften wie ‚Härte‘, ‚Opferbereitschaft‘, ‚Todesmut‘, ‚Tapferkeit‘, ‚Zähigkeit‘, ‚Schneid‘ oder ‚Steherqualitäten‘ zu markieren wäre“.

## Auszeichnungen
- Eisernes Kreuz (1939) II. und I. Klasse
- Ritterkreuz des Eisernen Kreuzes mit Eichenlaub und Schwertern[6]
  - Ritterkreuz am 22. Oktober 1940
  - Eichenlaub am 24. August 1941 (33. Verleihung)
  - Schwerter am 12. März 1942 (8. Verleihung)
- Deutsches Kreuz in Gold am 18. Juni 1942[6]